# Костелло, Билли
Билли Костелло (англ. Billy Costello, при рождении Уильям Кастильони, англ. William Castiglioni) — американский боксёр-профессионал, выступавший в первой полусредней весовой категории. Чемпион мира по версии WBC (29 января 1984 — 21 августа 1985).

## Карьера
Билли Костелло дебютировал на профессиональном ринге 22 августа 1979 года победив единогласным судейским решением американского спортсмена Ангела Ортиса (3-4-1). 
Проведя 26 профессиональных поединков, в которых одержал победу (16 раз досрочно) вышел на свой первый титульный поединок. 29 января 1984 года вышел на ринг против боксёра из Техаса Брюса Карри (33-7), на кону в поединке стоял титул чемпиона мира в первой полусредней весовой категории по версии WBC. 15 июля того же года провёл успешную защиту титула против Ронни Шилдса (20-2), а 3 ноября провёл вторую защиту в поединке с Саулем Мамби (35-15-5). 16 февраля 1985 года провёл третиё поединок-защиту своего титула Леруа Хейли (49-4-2). 21 августа 1985 года потерпел первое поражение в своей профессиональной карьере от Лонни Смита (20-1-1) и утратил свой чемпионский титул.
9 февраля 1986 года потерпел второе поражение карьере от никарагуанца Алексиса Аргуэльо (75-7). 18 июня 1999 года провёл поединок против бывшего чемпиона мира в полулёгком весе по версии WBC Хуана Лапорте. Поединок завершился победой Костелло раздельным судейским решением, и после него оба боксёра завершили свои профессиональные карьеры.
За свою профессиональную карьеру Кастелло провёл 42 поединка, в 40 одержал победу (23 раза досрочно) и два раза досрочно проигрывал.